# Adolph Kittendorff
Johan Adolph Kittendorff (5. april 1820 i København – 20. april 1902 på Frederiksberg) var en dansk illustrator og litograf, der sammen med I.W. Tegner i 1849 stod bag et af de første store litografiske institutter i landet, I.W. Tegner & Kittendorff. Han virkede også som maler. Kittendorff var bror til Axel Kittendorff.
I 1845 havde han gengivet J.Th. Lundbyes tegninger til H.V. Kaalunds Fabler for Børn.
Blandt de værker, hvor den relativt nye teknik, litografi, blev anvendt og blandt andet udført af Kittendorff, var Prospecter af danske Herregaarde (1844-70).
Han var ven og rejsepartner i Europa med Wilhelm Marstrand. I 1869 opholdt han sig en periode i Rom. Han underviste også som assistent på Det Kongelige Danske Kunstakademi 1855-1893.
Kittendorff blev Ridder af Dannebrog i 1890. Han er begravet på Frederiksberg Ældre Kirkegård.
Der findes portrætter af Kittendorff malet af Wilhelm Marstrand fra ungdommen (ca. 1841, privateje, førhen Johan Hansens samling) og 1869 (Frederiksborgmuseet) samt af Frederik Vermehren fra 1860 og dennes søn Sophus Vermehren (1893).

## Ekstern henvisning
- Adolph Kittendorff på Kunstindeks Danmark/Weilbachs Kunstnerleksikon

- Wikimedia Commons har flere filer relateret til Adolph Kittendorff
- Adolph Kittendorff på gravsted.dk